# Ramadan Agab
Ramadan Agab (20 de fevereiro de 1986) é um futebolista sudanês que atua como atacante.

## Carreira
Ramadan Agab representou o elenco da Seleção Sudanesa de Futebol no Campeonato Africano das Nações de 2012.